# Epakte
Die Epakte (von griechisch  epaktai hèmerai [ἐπακται  ‘μημέραι] „addierte Tage“; lat. dies adiectiones) – im engeren Sinne die Jahresepakte – ist eine im julianischen und im gregorianischen Kalender gebrauchte Kennzahl für das Kalenderjahr. Im Gregorianischen Kalender ist sie die Zahl der Tage vom letzten Neulicht des Mondes im alten Jahr bis zum 1. Januar des neuen Jahres, oder das Alter (Mondalter) des im Dezember begonnenen Mondes am 31. Dezember. Die Epakte wird als Kennzahl dem neuen Jahr zugewiesen. Im Julianischen Kalender und in der Schrift De temporum ratione des Beda Venerabilis ist die julianische Epakte das Mondalter am 22. März (d. h. am 11. Tag zu den Kalenden des April) definiert. Die Epakte wird zu Bestimmung des Ostertermins im Julianischen Kalender benötigt.

## Epakte und Meton-Zyklus
Verwendung und Berechnung der Epakte beruhen auf der Positionierung der Kalender-Mondmonate innerhalb eines am Sonnenjahr orientierten Kalenderjahres mit Hilfe des 19-jährigen Meton-Zyklus. Dabei wird die fast gleiche Länge von 19 Sonnenjahren und 235 Mondmonaten ausgenutzt. Im julianischen Kalender wurde der kleine im Meton-Zyklus enthaltene Fehler vernachlässigt. Man erhielt nur 19 Epakten (sogenannte julianische oder alexandrinische Epakten); die Epakte des 20. Jahres war wieder gleich der des ersten Jahres.
Die Epakte des julianischen Kalenderjahres steht mit seiner Goldenen Zahl GZ in folgendem einfachen Zusammenhang:

Epakte = ((GZ - 1) · 11) Mod 30.

So wie es nur 19 Goldene Zahlen gibt, führt die Rechnung auch nur auf 19 verschiedene julianische Epakten.
Im gregorianischen Kalender werden die Epakten als lilianische Epakten bezeichnet (nach Aloisius und Antonius Lilius, wissenschaftliche Berater des Papstes Gregor XIII und geistige Urheber der gregorianischen Kalenderreform). In ihnen wird der kleine Fehler des Meton-Zyklus und die etwas zu große Länge des julianischen Kalenderjahres gelegentlich (frühestens nach 100 Jahren) korrigiert. Die Mond-Kalenderdaten werden jeweils um einen Tag auf früher oder später (in der Summe auf später) verschoben. Über lange Zeit werden schließlich 30 verschiedene Epakten erhalten, so viel wie ein kalendarischer Mondmonat maximal 30 Tage hat. Die sogenannten gregorianischen Epakten sind als Gruppen von 19 Epakten (entspricht den julianischen Epakten) immer wenigstens 100 Jahre lang unveränderlich, bevor sie gemeinsam um eine Einheit verschoben werden. In der Summe bewirkt die Epakten-Verschiebung eine Verkleinerung ihrer Werte und des Mondalters. Wenn der Wert null unterschritten wird, werden 30 Einheiten addiert (Zufügen eines Schalt-Mondmonats), und die Epakte wird 29.
Die Epakte des gregorianischen Kalenderjahres steht nicht nur mit seiner Goldenen Zahl GZ in folgendem, im Vergleich zu der des julianischen Kalenderjahres komplexerem Zusammenhang:

Epakte = (27 + 11 · GZ - Jahrhundertwert + Int (Jahrhundertwert / 4) + Int (Jahrhundertwert / 3)) Mod 30

Die beiden Integer-Anteile enthalten die oben genannten gregorianischen Korrekturen:

Sonnengleichung: - Jahrhundertwert + Int (Jahrhundertwert / 4)

Mondgleichung: Int (Jahrhundertwert / 3).

Als Jahrhundertwert werden hier die ersten beiden Ziffern des Jahrhunderts verstanden, also Int (Jahr/100). Die Gleichung ist bezüglich der Mondgleichung vereinfacht, gilt deshalb nur bis zum Jahre 4199 n. Chr.

## Epakte und Osterrechnung
Die Epakten wurden schon früh gebraucht, hatten aber nie die Bedeutung, die ihnen seit der gregorianischen Kalenderreform zukommt. Im julianischen Kalender bestand eine feste Beziehung zwischen der Epakte beziehungsweise dem Mondalter und der Goldenen Zahl – der primär wichtigen Kenngröße des Kalenderjahres, dessen Osterdatum zu bestimmen ist.
Erst im gregorianischen Kalender ist eine zusätzliche Kenngröße nötig, weil in ihm das Datum des Frühlingsvollmondes – ihm folgt der Ostersonntag – nicht mehr fix mit der Goldenen Zahl zusammenhängt. Deshalb wird das Jahr vorteilhaft zusätzlich mit der Epakte gekennzeichnet. Der Vorteil wirkt sich nach Anwendung der Mond- oder Sonnengleichung in Säkularjahren aus, wobei sich der Zusammenhang ändert. In Jahren mit gleicher Goldener Zahl ist jetzt der Wert der Epakte 1 höher (Mondgleichung) oder 1 niedriger (Sonnengleichung). Der Fachbegriff ist: Epaktenverschiebung um 1.
Das Alter eines Vollmondes ist 14 Tage (gezählt wird ab Neulicht). Wenn am 31. Dezember Vollmond ist, wird somit dem Folgejahr die Epakte 14 zugewiesen, und am 30. März dieses Jahres ist wieder Vollmond (30. März ist drei zyklische Mondmonate mit 30, 29 und 30 Tagen später als 31. Dezember). Die Epakte 14 hatte beispielsweise das Jahr 2010.